# Trận Chaeronea (86 TCN)
Bản mẫu:Campaignbox Mithridatic Wars
Bản mẫu:Campaignbox First Mithridatic War
Để tìm hiểu về một trận đánh trước đó, xem bài Trận Chaeronea (338 TCN)
Trận Chaeronea là chiến thắng của quân La Mã do quan Tổng tài Lucius Cornelius Sulla chỉ huy trước vua xứ Pontos là Mithrodates VI gần Chaeronea, ở vùng Boeotia, vào năm 86 trước Công nguyên trong cuộc Chiến tranh Mithridates lần thứ nhất. Trận đánh này được mô tả trong ba thư tịch cổ, mặc dù các ghi nhận ấy có chút điểm khác nhau. Trận đánh được miêu tả qua bộ Những cuộc chiến tranh Mithridates, các phần 42-43 của tác giả Appian, Stratagems của tác giả Frontinus, và cả Cuộc đời Sulla của tác giả Plutarchus, các chương 17-19.
Sau cuộc giao tranh đẫm máu, quân La Mã đã thắng lớn , quân Pontos bị tận diệt. Thảm họa Chaeronea được xem là đại bại đầu tiên của Mithridates VI trước quân lực La Mã. Chiến thắng này khiến cho người La Mã không còn coi Mithridates VI là một mối hiểm nguy nỗi.

## Tương quan lực lượng
Appian cho chúng ta biết rằng Đại tướng Archelaus của quân Pontos có các binh sĩ người Thrace, Pontos, Scythia, Cappadocia, Bithynia, Galatia, và Phrygia, với quân số khoảng 12 vạn người. Mỗi dân tộc đều nằm dưới quyền một tướng lĩnh riêng, song Archelaus là vị Tổng tư lệnh của tất cả họ.
Quân lực của Sulla bao gồm vài Binh đoàn Lê dương La Mã, cũng như những người Hy Lạp đã đào ngũ về phe. Quân số của họ là khoảng 4 vạn người.

## Địa hình
Địa hình bình nguyên Chaeronea đóng vai trò quan trọng cho trận chiến từ đầu chí cuối. Sulla kiên quyết không đánh một trận với Archelaus cho đến khi ông nhận thấy quân Pontos đóng cứ ở địa thế thuận lợi cho quân đội La Mã.